# ФК Ердоглија
ФК Ердоглија је српски фудбалски клуб из Крагујевца, основан 1931. године. Стадион Ердоглије прима око 2000 гледалаца. Боје клуба су црна и бела.
ФК Ердоглија тренутно игра у Првој лиги Крагујевца (5. ранг), након реорганизације клуба 2010. године, када је играо у Зони Морава. Највећи успех клуб је постигао играњем у Српској лиги од 2001. до 2003. године.
Школа фудбала тренутно постоји играју Другу лигу Западне Србије само што је школа регистрована као СК Олимп али носе Ердоглијине дресове и тренирају на Ердоглијином терену. 